# Varanus semotus
Varanus semotus là một loài thằn lằn thuộc chi Varanus, chúng là loài mới được phát hiện vào năm 2016. Đây loài thằn lằn mới sống cô lập hàng triệu năm, chúng sống cô lập trên hòn đảo Thái Bình Dương. Loài thằn lằn này được tìm thấy trên hòn đảo Massau cô lập ở Thái Bình Dương.
Nhiều người cho rằng, loài thằn lằn này đã sống cô lập ở đây hơn một triệu năm mà không ai biết tới nó. Và nó cũng là chủng thằn lằn cổ nhất và cuối cùng sinh sống trên hòn đảo này. Được mô tả như là một sinh vật kỳ quặc, thằn lằn Varanus semotus là động vật ăn thịt lớn nhất trên đảo Massau. Thằn lằn Varanus semotus dài hơn 1m. Bên trong khoang miệng còn kèm theo một lưỡi dạng hình râu đôi rất đặc biệt. 